# Felice Bensa
Felice Antonio Alessandro Bensa (Genova, 22 gennaio 1878 – Genova, 20 aprile 1963) è stato un imprenditore e politico italiano.

## Biografia
Figlio del noto giurista Enrico Bensa, direttore dell'Istituto superiore di scienze economiche e commerciali, dopo gli studi liceali si dedica alla carriera bancaria entrando come impiegato in un istituto non precisato, del quale diventa condirettore. Nel 1906 inizia la più proficua carriera di imprenditore con la fondazione della Società anonima "Marengo", stabilimento chimico per la produzione di solfato di rame, un anticrittogamico per le viti destinato ad un successo tale da valergli il secondo posto italiano per vendite dopo la Pasta Caffaro di Giovanni Morselli; costituito con un capitale iniziale di mezzo milione di lire (portato in seguito a 15 milioni), lo stabilimento di Spinetta-Marengo viene successivamente ampliato alla produzione di acido solforico e concimi chimici e smonta il monopolio tedesco nella canfora artificiale iniziandone la prima produzione italiana. La chimica è solo il primo dei numerosi settori cui amplia la propria attività. L'anno successivo è fondatore della "Portland-Casalesi" (capitale iniziale 1.500.000 lire, poi aumentato a 20 milioni), azienda attiva nel settore della calce e del cemento con nove forni, 300 operai e una produzione annua di 600.000 quintali di prodotto. Di queste due imprese mantiene dall'inizio la carica di amministratore delegato.
Fervente interventista nel 1915, pur potendo valersene, rinuncia alla dispensa dalla leva e parte per il fronte come tenente di artiglieria. Dopo alcuni mesi, date le sue spiccate doti imprenditoriali, viene chiamato alla direzione generale degli approvvigionamenti presso il Ministero dell'aeronautica con l'incarico di gestire il fabbisogno di materie prime e manufatti per la da poco nata aviazione militare, del tutto dipendente dalle forniture estere. Tale incarico gli consente di avere conoscenze ed entrature nel mondo industriale dei paesi neutrali, rapporti che diventano più saldi dopo la fine della guerra, quando viene chiamato a far parte della giunta degli approvvigionamenti della commissione interalleata d'aeronautica.
Dopo il definitivo congedo col grado di maggiore torna ad occuparsi esclusivamente di imprese industriali schierandosi dalla parte dei fascisti contro l'azione sovversiva dei socialisti nel corso del biennio rosso. Negli anni a seguire fonda e dirige in prima persona la Società Calce, cementi e laterizi di Stradella (che fa polo con la Portland mediante vendite in un unico blocco dei laterizi e del cemento necessario per utilizzarli nelle costruzioni), e la Società industrie minerarie e chimiche di cui presiede una sussidiaria di Roma, la Società dei Caolini Romani, costituita per la ripresa post-bellica delle industrie romane. Si è anche occupato di industria idrolettrica attraverso la Società forze idrauliche del ceno, e di navigazione marittima con la Compagnia sarda di armamento e navigazione, sovvenzionata dallo Stato per i collegamenti tra il continente con la Sardegna e la Corsica.
È stato fondatore e primo presidente della Società Ferrovie Elettriche Liguri, che ha costruito e gestito dal 1929 al 1949 la ferrovia Genova-Casella. Nel campo dei trasporti è ricordato anche per la presidenza della Società Anonima Ferrovia della Val d'Orba (Tranvia Novi Ligure-Ovada)
Negli anni del regime ha sostenuto con forza la volontà di Mussolini sulle bonifiche agrarie e per le politiche coloniali: nel primo caso ha fondato e presieduto la Società anonima bonifiche agricole, cui si deve il completo prosciugamento della palude di Bientina, nel secondo ha promosso la Compagnia per l'Africa orientale, dedita allo sviluppo industriale ed idroelettrico delle colonie. Negli stessi anni ha presieduto il pastificio di Val Polcevera, la società italiana per le industrie minerarie e chimiche e l'anonima prodotti chimici di Napoli.
Politicamente parlando si è iscritto al P:N:F. nel 1926, presente alla fondazione dei Fasci di combattimento a Milano e strenuo sostenitore del prestito nazionale organizzato per l'acquisto dell'edificio e dei macchinari de Il Popolo d'Italia. Ha sostenuto la politica economica del regime nell'operazione della lira a quota 90 ed ha finanziato numerosi istituti di educazione fisica. Nominato senatore il 26 febbraio 1929, con reazioni non del tutto positive a Genova, viene dichiarato decaduto con sentenza dell'Alta Corte di Giustizia per le Sanzioni contro il Fascismo pronunciata il 31 ottobre 1945 e riammesso in Senato con sentenza delle Sezioni Uniti Civili della Suprema Corte della Cassazione il 9 giugno 1947.
È stato inoltre Presidente della Sezione Ligure del Club Alpino Italiano ed è ricordato con una lapide nell'aula di Chimica della Palazzina de' Servi a Firenze.